# Tour de Lombardie 1919
La 15e édition de la course cycliste, le Tour de Lombardie a eu lieu le 2 novembre 1919 et a été remportée par l'Italien Costante Girardengo. 

## Classement final
| \| 1. Costante Girardengo \| Italie \| en \| 9 h 42 min 01 s \| \| 2. Gaetano Belloni \| Italie \| à \| 8 min 00 s \| \| 3. Heiri Suter \| Suisse \| \| 23 min 00 s \| \| 4. Ugo Agostoni \| Italie \| \| 35 min 00 s \| \| 5. Max Suter \| Suisse \| \| 49 min 00 s \| \| 6. Giovanni Roncon \| Italie \| \| 1 h 23 min 00 s \| \| 7. Domenico Schierano \| Italie \| \| 1 h 41 min 00 s \| |        |    |                 |
| 1. Costante Girardengo | Italie | en | 9 h 42 min 01 s |
| 2. Gaetano Belloni | Italie | à  | 8 min 00 s      |
| 3. Heiri Suter | Suisse |    | 23 min 00 s     |
| 4. Ugo Agostoni | Italie |    | 35 min 00 s     |
| 5. Max Suter | Suisse |    | 49 min 00 s     |
| 6. Giovanni Roncon | Italie |    | 1 h 23 min 00 s |
| 7. Domenico Schierano | Italie |    | 1 h 41 min 00 s |

L'Italien Antonio De Michiel arrivé avec 3 h 32 de retard sur le vainqueur a été déclaré hors délai.